# Chumbivilcas (tỉnh)
Tỉnh Chumbivilcas (tiếng Tây Ban Nha: Provincia de Chumbivilcas) là một tỉnh thuộc vùng Cusco của Peru. Tỉnh Chumbivilcas có diện tích 5371 km², dân số thời điểm theo điều tra dân số ngày 11 tháng 7 năm 1993 là 69669 người. Tỉnh lỵ đóng ở Santo Tomás.